# Quin mariner!
Quin mariner! (títol original en anglès: Ensign Pulver) és una pel·lícula estatunidenca dirigida per Joshua Logan, estrenada el 1964. Ha estat doblada al català.

## Argument
El 1945, en un vell vaixell mercant perdut a l'Oceà Pacífic, el capità Morton intenta prendre el comandament, tot exigint dels seus homes el màxim de treball, sense cap favor...

## Repartiment
- Robert Walker Jr.: Ensign Pulver
- Burl Ives: Capità
- Walter Matthau: Doc
- Tommy Sands: Bruno
- Millie Perkins: Scotty
- Kay Medford: Infermera en cap
- Larry Hagman: Billings
- Peter Marshall: Carney
- Jack Nicholson: Dolan
- Al Freeman Jr.: Taru
- James Farentino: Insigna
- James Coco: Skouras